# ام لحجار (ولاية سطيف)
ام لحجار، هي منطقة تابعة إلى بلدية القلتة الزرقاء، الكائنة بـ دائرة العلمة، الموجودة في ولاية سطيف، الجزائرية.